# پارک جی یون
پارک جی یون (کره‌ای: 박지연؛ زادهٔ ۷ ژوئن ۱۹۹۳) که با نام هنری جی‌یون نیز شناخته می‌شود، خواننده و بازیگر اهل کره جنوبی است. او در ژوئیه ۲۰۰۹ به عنوان عضوی از گروه دخترانهٔ تی-آرا فعالیت خود را آغاز کرد. این گروه تبدیل به یکی از پرفروش‌ترین گروه‌های دخترانه در تمام دوران‌ها تبدیل شد. در کنار فعالیت‌های گروهی، او در مجموعه‌های تلویزیونی مانند رؤیای بلند ۲ (۲۰۱۲) و تقلید (۲۰۲۱) ایفای نقش کرده‌است.

## فیلم‌شناسی

### مجموعه تلویزیونی
| سال  | عنوان                                | نقش                | توضیحات      | منابع  |
| ---- | ------------------------------------ | ------------------ | ------------ | ------ |
| ۲۰۰۷ | سلام خانم                            | دانش آموز          | حضور افتخاری | [ ۵ ]  |
| ۲۰۰۷ | لابیست                               | دوست دختر ناشنوا   | حضور افتخاری | [ ۶ ]  |
| ۲۰۰۷ | کلینیک زوج‌های ازدواج کرده: عشق و جنگ | دختر پروتاگونیست   | نقش مکمل     | [ ۷ ]  |
| ۲۰۰۸ | خواهر بزرگتر ئه‌جا، مین‌جا             | منگ نا یون         | نقش مکمل     | [ ۸ ]  |
| ۲۰۰۹ | روح                                  | یون دو نا          | نقش اصلی     | [ ۹ ]  |
| ۲۰۰۹ | ضربه عالی روی پشت بام                | لی یو ری           | حضور افتخاری | [ ۱۰ ] |
| ۲۰۱۰ | خدای درس                             | نا هیون جونگ       | نقش اصلی     | [ ۱۱ ] |
| ۲۰۱۰ | جنگل ماهی ۲                          | سو یول             | نقش اصلی     | [ ۱۲ ] |
| ۲۰۱۱ | خانم ریپلی                           | یو                 | حضور افتخاری | [ ۱۳ ] |
| ۲۰۱۲ | هزارمین مرد                          | هان یی سول         | حضور افتخاری | [ ۱۴ ] |
| ۲۰۱۲ | رؤیای بلند ۲                         | ریان / لی جی کیونگ | نقش اصلی     | [ ۱۵ ] |
| ۲۰۱۴ | مثلث                                 | سونگ یو جین        | نقش مکمل     | [ ۱۶ ] |
| ۲۰۱۹ | می‌خوام آهنگتو بشنوم                  | ها اون جو          | نقش اصلی     | [ ۱۷ ] |
| ۲۰۲۱ | تقلید                                | لا ری ما           | نقش اصلی     | [ ۱۸ ] |